# معكوس (وراثة)
في علم الوراثة الميكروبية، يدل مصطلح المعكوس على أي طافرة عادت إلى النمط الوراثي أو النمط الظاهري السابق لها عن طريق الطفرة الكابتة، أو عن طريق وجود طفرة تعويضية في مكان آخر في الجين (الموقع الثاني للانعكاس).